# The Man that Got Away
The Man that Got Away ist ein Song von Harold Arlen (Musik) und Ira Gershwin (Text), der 1954 veröffentlicht wurde.
Arlen und Gershwin schrieben The Man that Got Away für den Film Ein neuer Stern am Himmel (Originaltitel: A Star Is Born, 1954), unter der Regie von George Cukor. Eine Hauptrolle hatte Judy Garland, die den Song in dem Film auch vorstellt. Garland, die den Song bereits am 3. September 1953 aufgenommen hatte, trug ihn bei den Filmaufnahmen im Playback in einem leeren Nachtclub vor ein paar Freunden vor, was insgesamt 27 Einstellungen benötigte. Der Filmsong verschaffte Judy Garland einen der größten Hits ihrer Karriere. The Man that Got Away erhielt 1955 eine Oscar-Nominierung in der Kategorie Bester Song. Das American Film Institute nahm ihn in die Liste der AFI’s 100 Years … 100 Songs auf.
Judy Garlands Aufnahme des Songs mit dem Ray Heindorf Orchestra erschien in den Vereinigten Staaten bei Columbia Records (40270), gekoppelt mit Here’s What I’m Here For, in Europa auf Philips RB366. Aufgenommen wurde der Song in der zweiten Hälfte der 1950er-Jahre unter anderem auch von Georgia Gibbs (Mercury 70430), Ralph Flanagan, Jeri Southern/Sonny Burke, Les Brown/Bing Crosby, Tommy Dorsey, Ella Fitzgerald, Géo Daly, Modern Jazz Quartet mit Jimmy Giuffre, Gerald Wiggins, Jane Harvey, Oscar Peterson, Tony Bennett und Sammy Davis junior. In späteren Jahren interpretierten ihn auch Ruby Braff, Julie Wilson, Sheena Easton, Ross Tompkins, Barbara Lea, Rosemary Clooney/Count Basie Orchestra, Bill Charlap, Harold Mabern und Nicki Parrott. 
Tom Lord listet 67 Versionen des Songs.